# 科學院

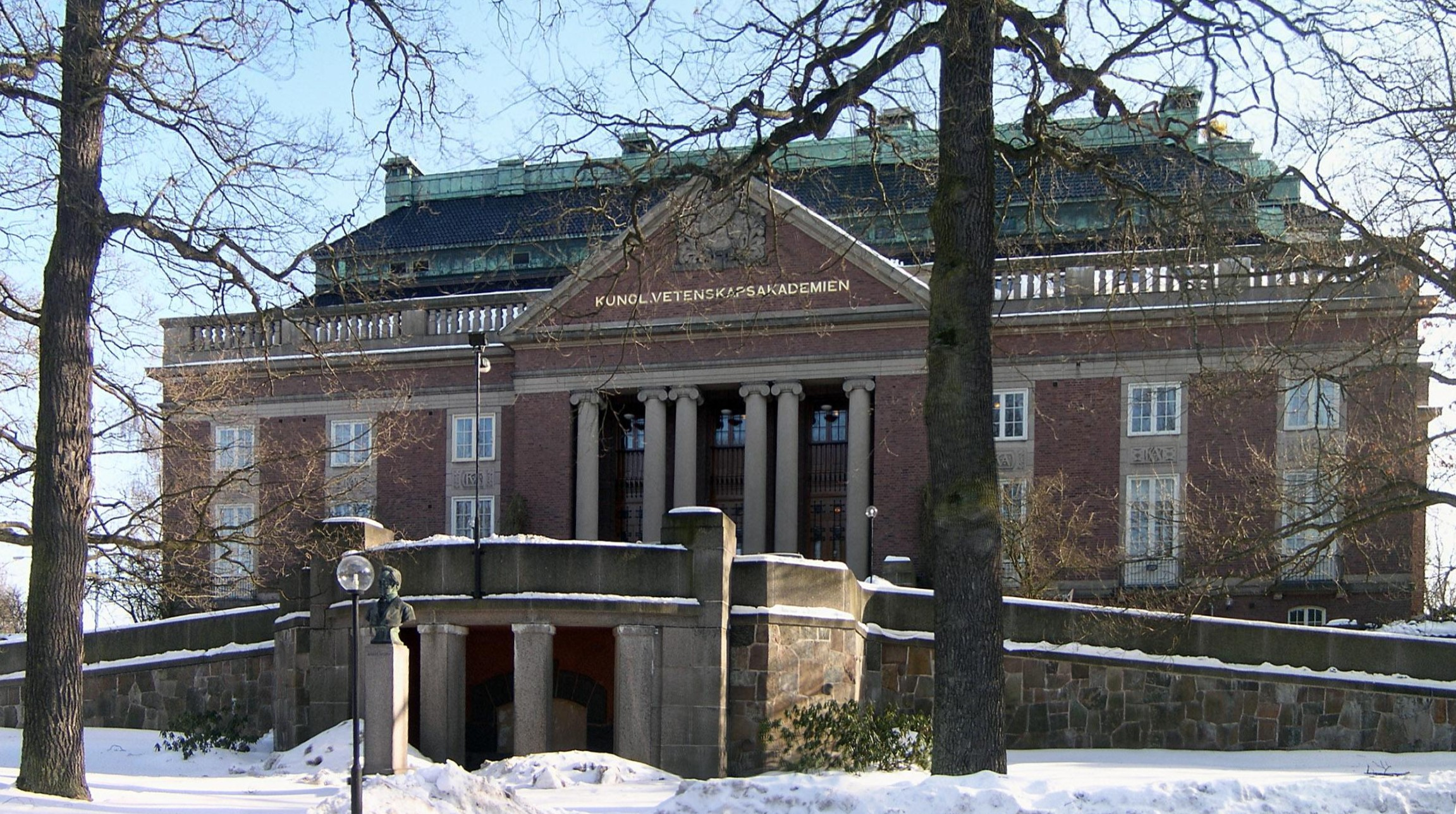
位於斯德哥尔摩的瑞典皇家科學院的主座大樓

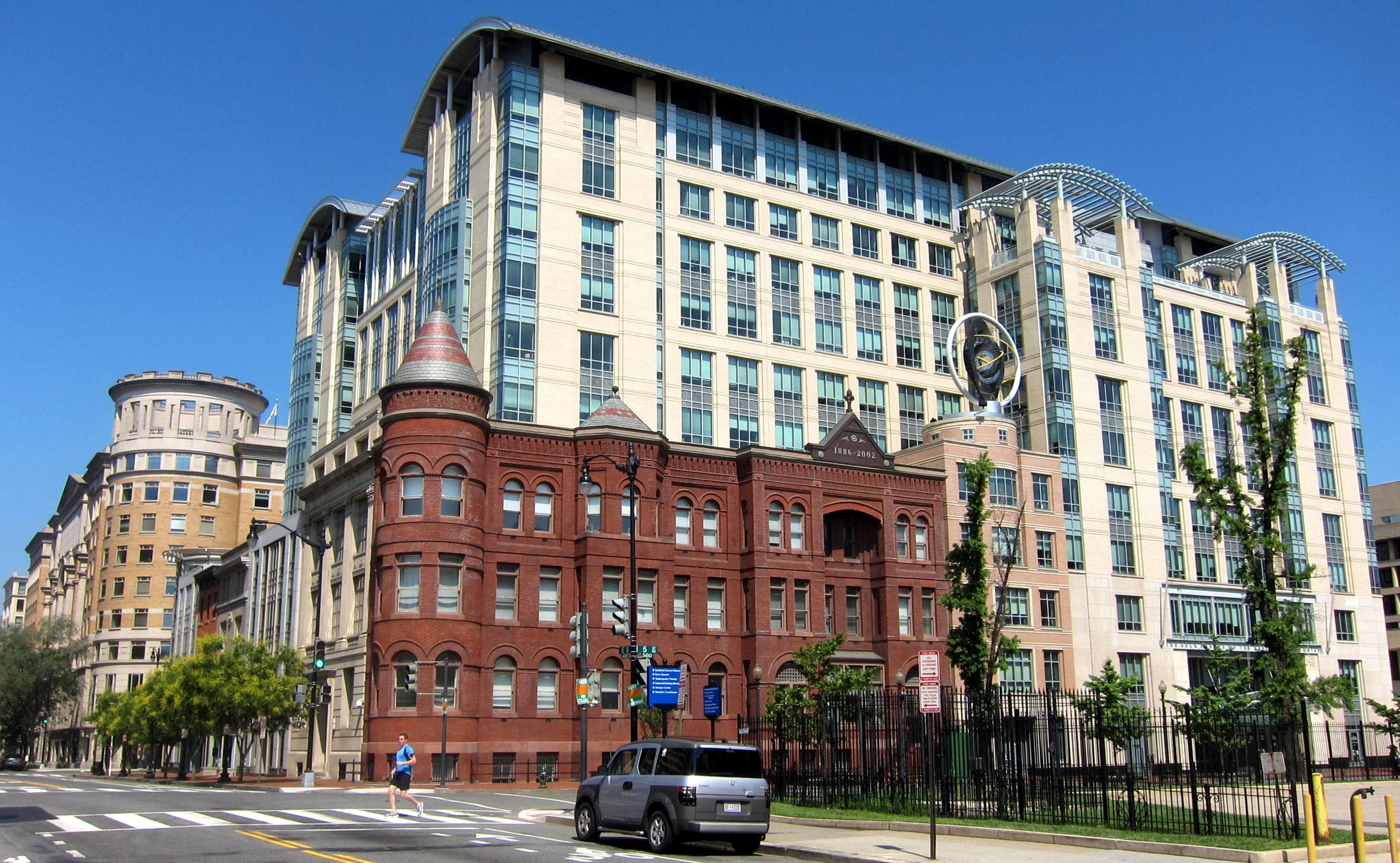
The Keck Center of the National Academies in 华盛顿哥伦比亚特区, one of several facilities where the National Academy of Sciences maintains offices.

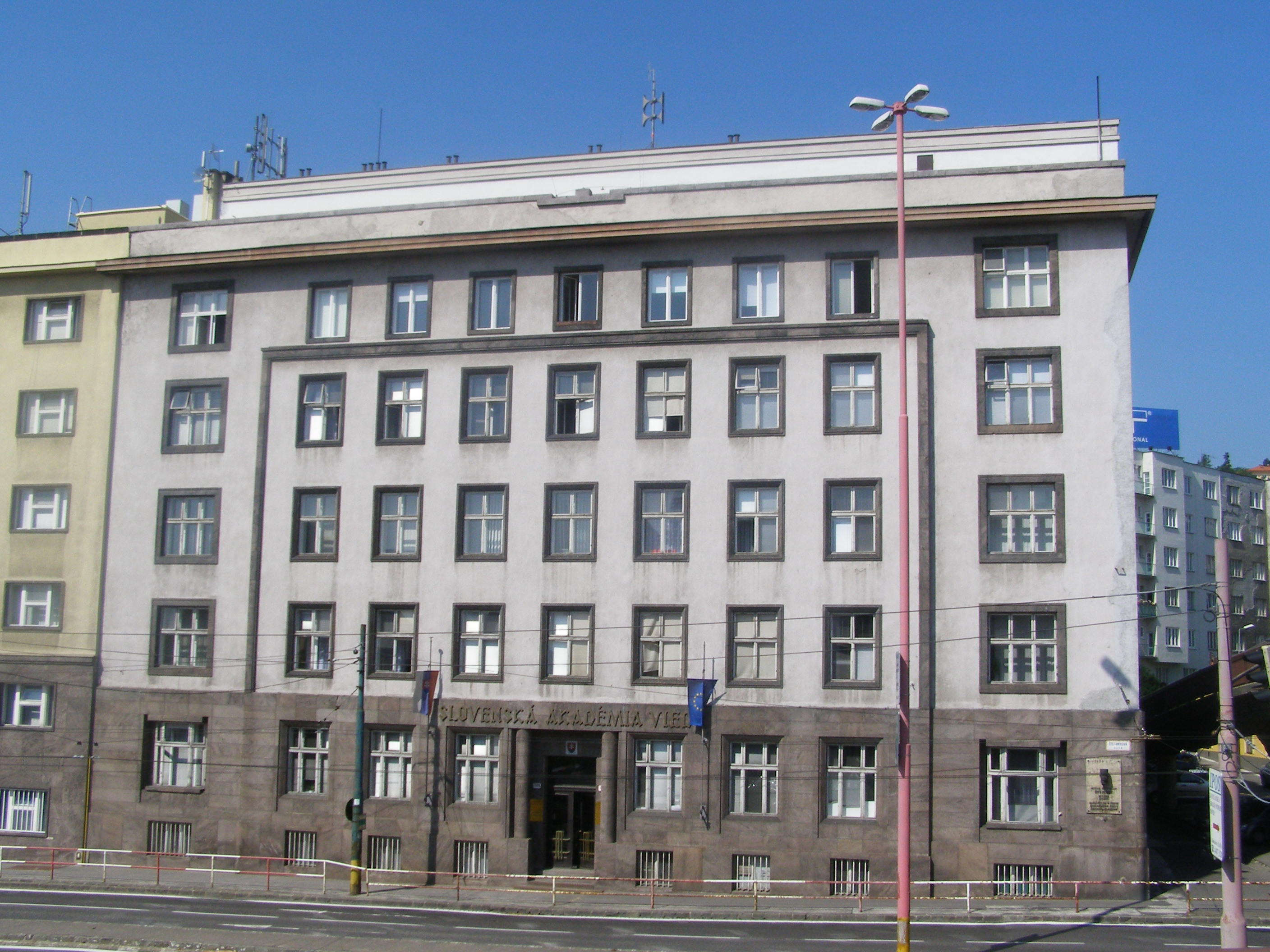
Slovak Academy of Sciences (Presidium Building).

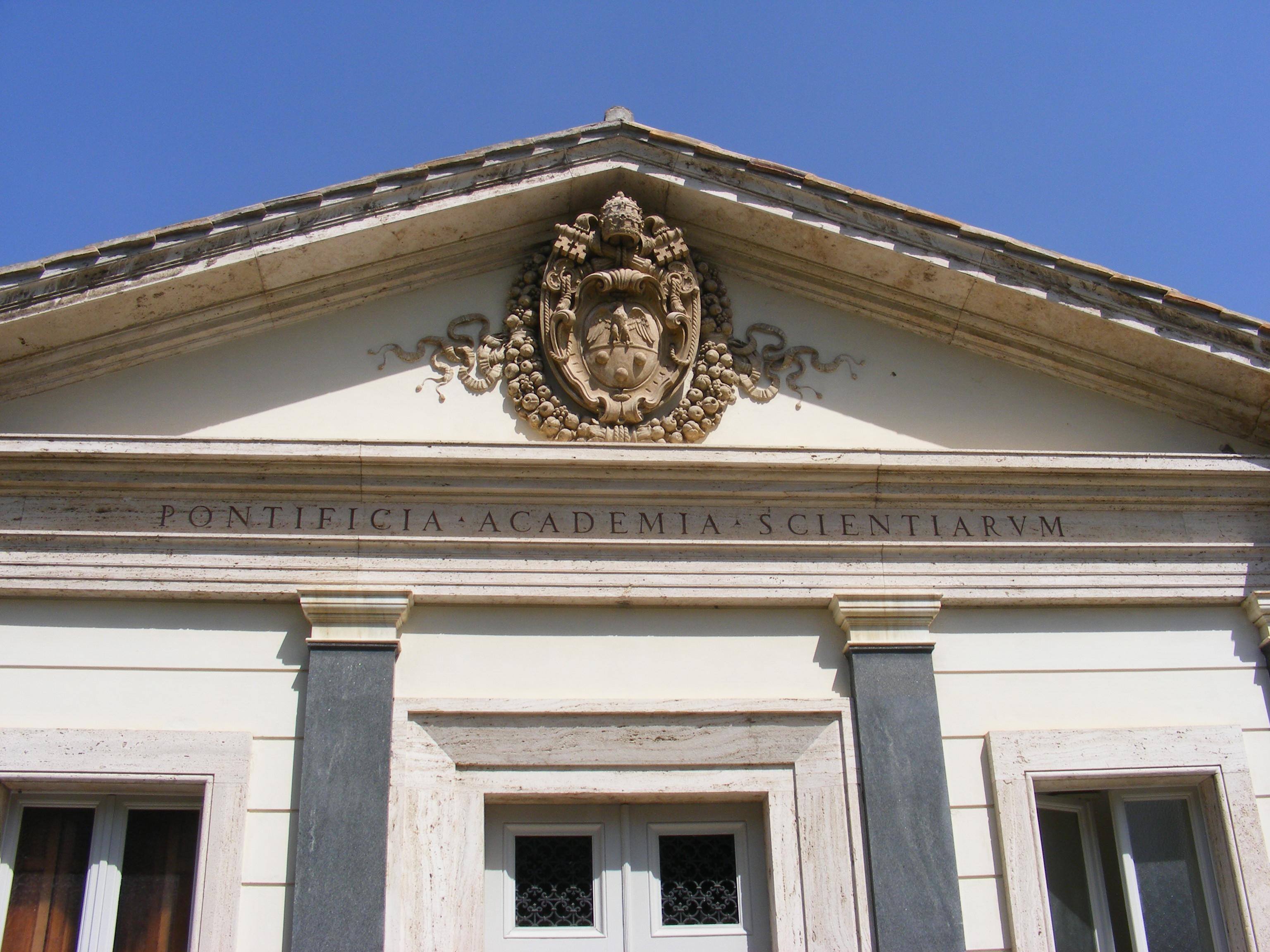
梵蒂岡宗座科學院的入口

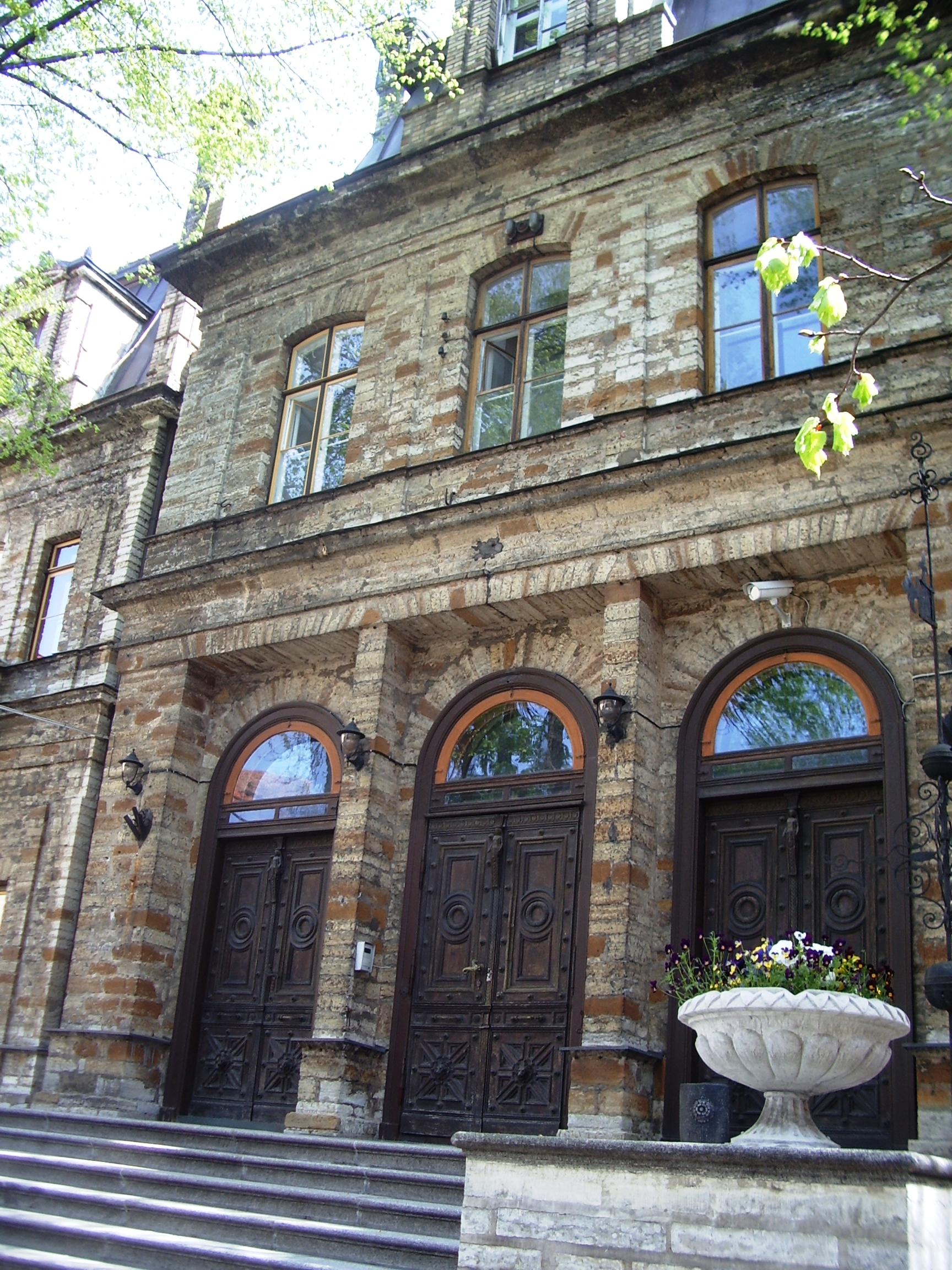
Ungern-Sternberg palace on 主教座堂山 (塔林), nowadays the main building of Estonian Academy of Sciences.

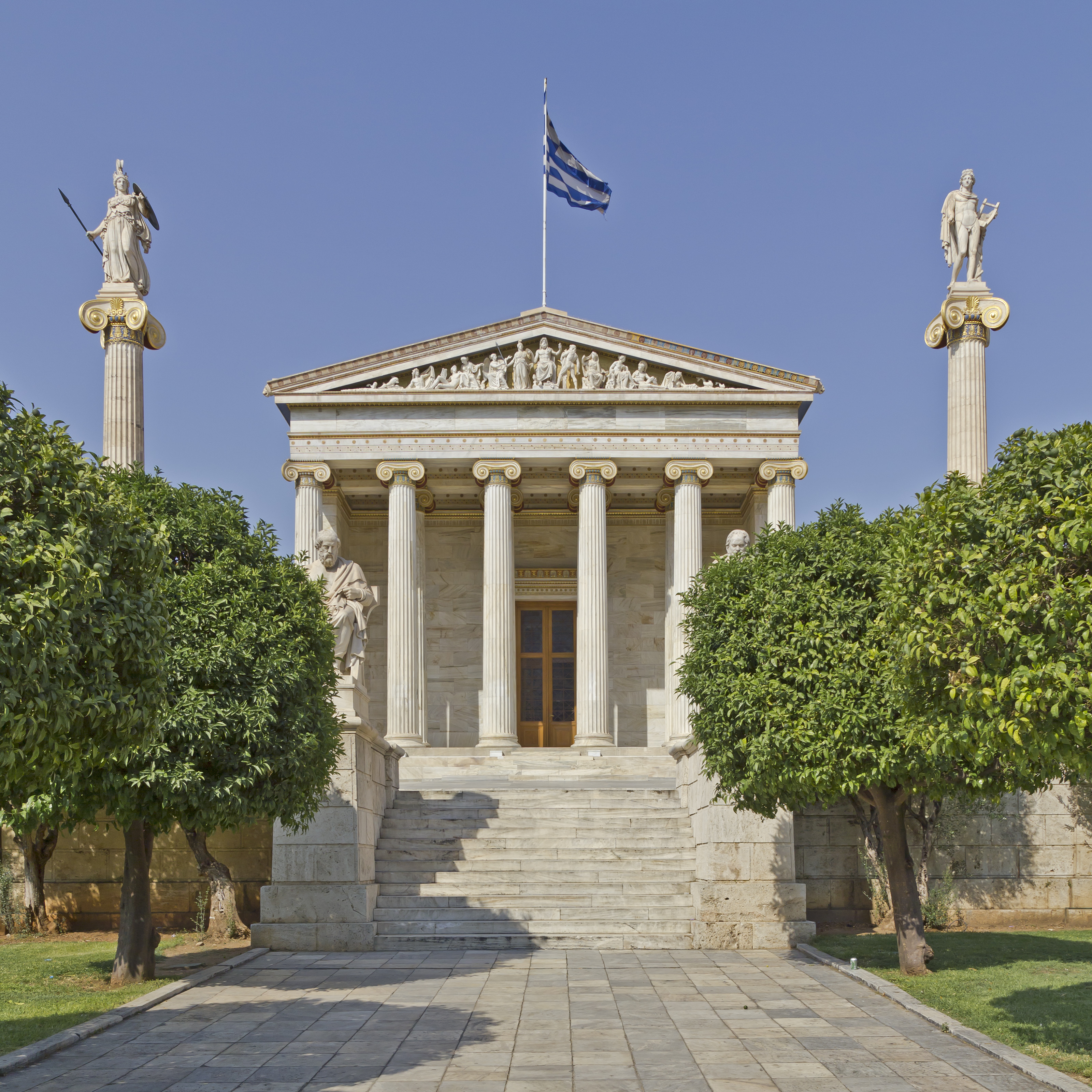
希腊雅典中部的雅典學院主建築

科學院是一個學會（learned society）或學術機構的種類，專門於各種受或不受資助的科学研究。部分受國家或州份資助的科學院後來演化成為國家學院（美國）或皇家学会（英國），作為對這些科學院的一種榮譽。相對於其他學術方面的學院，還有文學院，又或多於一個範疇的學院，如美國的美国文理科学院。

## 列表
- 阿富汗：阿富汗科學院（英语：academy of sciences）
- 阿尔巴尼亚：阿尔巴尼亚科学院
- 亞美尼亞：亞美尼亞國家科學院
- 奥地利：維也納奧地利科學院
- 澳大利亚：澳洲科學院
- 阿塞拜疆：阿塞拜疆国家科学院
- 孟加拉国：孟加拉國家科學院（英语：Bangladesh Academy of Sciences）
- 白羅斯：白羅斯國立科學院（英语：National Academy of Sciences of Belarus）
- 比利时：比利時皇家科學文學院（英语：Royal Academies for Science and the Arts of Belgium）
- 巴西
  - 巴西科學院（英语：Brazilian Academy of Sciences）
  - 伯南布哥科學院（位於伯南布哥）[1]
- 保加利亚：保加利亞科學院
- 加拿大
  - 加拿大皇家學會
  - 加拿大工程院
- 中华人民共和国
  - 中国科学院
  - 中国工程院
  - 中国社会科学院
  - 香港科學院（位於香港）
- 哥斯达黎加：Academia Nacional de Ciencias (Costa Rica)（英语：Academia Nacional de Ciencias (Costa Rica)）
- 克罗地亚：克羅地亞文理學院（英语：Croatian Academy of Sciences and Arts）
- 捷克：捷克科学院
- 丹麦：丹麦皇家科学院
- 爱沙尼亚：愛沙尼亞科學院（英语：Estonian Academy of Sciences）
- 芬兰
  - Finnish Society of Sciences and Letters（英语：Finnish Society of Sciences and Letters）[2]
  - Finnish Academy of Science and Letters（英语：Finnish Academy of Science and Letters）[2]
- 法国 – 法国科学院
- 格鲁吉亚
  - Georgian National Academy of Sciences（英语：Georgian Academy of Sciences）
  - Abkhazian Regional Academy of Sciences（英语：Abkhazian Regional Academy of Sciences）

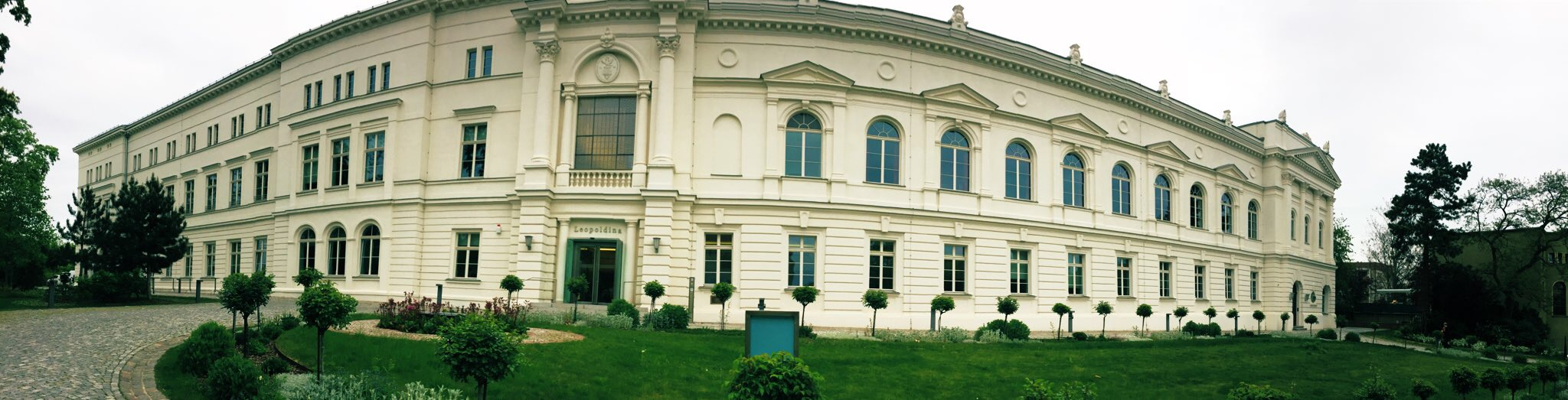
Academy of Sciences Leopoldina in Germany

- 德国Academy of Sciences Leopoldina in Germany
  - 利奥波第那科学院
  - Union of Regional German Academies of Sciences and Humanities（英语：Union of German Academies of Sciences and Humanities）:
    - Akademie der Wissenschaften und der Literatur（英语：Akademie der Wissenschaften und der Literatur）
    - Academy of Sciences and Humanities in Hamburg（英语：Academy of Sciences and Humanities in Hamburg）
    - Bavarian Academy of Sciences and Humanities
    - Berlin-Brandenburg Academy of Sciences and Humanities（英语：Berlin-Brandenburg Academy of Sciences and Humanities）
    - 哥廷根科学院
    - Heidelberg Academy for Sciences and Humanities（英语：Heidelberg Academy for Sciences and Humanities）
    - North Rhine-Westphalian Academy of Sciences, Humanities and the Arts（英语：North Rhine-Westphalian Academy of Sciences, Humanities and the Arts）
    - Saxon Academy of Sciences and Humanities（英语：Saxon Academy of Sciences and Humanities）

  - 德国国家工程院
- 加纳: Ghana Academy of Arts and Sciences（英语：Ghana Academy of Arts and Sciences）
- 希腊 – 雅典科学院
- 匈牙利 – 匈牙利科学院
- 印度
  - Indian Academy of Sciences（英语：Indian Academy of Sciences）
  - Indian National Science Academy（英语：Indian National Science Academy）
  - National Academy of Sciences, India（英语：National Academy of Sciences, India）
- 印度尼西亚
  - Indonesian Institute of Sciences（英语：Indonesian Institute of Sciences）
  - Indonesian Academy of Sciences（英语：Indonesian Academy of Sciences）
- 伊朗
  - Academy of Sciences of Iran（英语：Academy of Sciences of Iran）
- 意大利
  - 意大利猞猁之眼国家科学院
  - Mesopotamian Academy /Beyt Nahrin Mesopotamian Academy of Arts and Sciences  (BEN-MAAS)** Official website: www.mesopotamianacademy.org
  - Accademia Nazionale delle Scienze（英语：Accademia Nazionale delle Scienze） (detta dei XL)
  - Accademia delle Scienze dell'Umbria
- 以色列 – 以色列科學與人文學院
- 日本 – 日本學術會議, founded in 1949
- 哈萨克斯坦 – National Academy of Sciences of the Republic of Kazakhstan（英语：National Academy of Sciences of the Republic of Kazakhstan）
- 吉尔吉斯斯坦 – National Academy of Sciences of the Kyrgyz Republic（英语：National Academy of Sciences of the Kyrgyz Republic）
- 拉脫維亞 – 拉脱维亚科学院
- 黎巴嫩 – Lebanese Academy of Sciences（英语：Lebanese Academy of Sciences）
- 列支敦斯登 - Naturwissenschaftliches Forum（德语：Liechtenstein Physical Society）
- 立陶宛 – 立陶宛科學院
- 墨西哥 – Mexican Academy of Sciences（英语：Mexican Academy of Sciences）
- 摩尔多瓦 – Academy of Sciences of Moldova（英语：Academy of Sciences of Moldova）
- 蒙古国 – 蒙古科学院
- 蒙特內哥羅
  - Montenegrin Academy of Sciences and Arts（英语：Montenegrin Academy of Sciences and Arts）
  - Doclean Academy of Sciences and Arts（英语：Doclean Academy of Sciences and Arts）
- 摩洛哥 – Hassan II Academy of Sciences and Technologies（英语：Hassan II Academy of Sciences and Technologies）
- 荷兰 – 荷蘭皇家藝術與科學學院
- 新西兰 – 紐西蘭皇家學會
- 奈及利亞 –Nigerian Academy of Science（英语：Nigerian Academy of Science）
- 朝鲜民主主义人民共和国 – 朝鲜科学院[3]
- 北馬其頓 – Macedonian Academy of Sciences and Arts（英语：Macedonian Academy of Sciences and Arts）
- 挪威
  - 挪威科学与文学院, Oslo
  - 挪威皇家科学与文学院, Trondheim
  - Norwegian Academy of Technological Sciences（英语：Norwegian Academy of Technological Sciences）, Trondheim
- 巴基斯坦 – Pakistan Academy of Sciences（英语：Pakistan Academy of Sciences）
- 菲律宾 - National Academy of Science and Technology（英语：National Academy of Science and Technology）
- 波兰
  - 波蘭科學院
  - Polish Academy of Learning（英语：Polish Academy of Learning）
- 葡萄牙 – Lisbon Academy of Sciences（英语：Lisbon Academy of Sciences）
- 羅馬尼亞 – Romanian Academy（英语：Romanian Academy）
- 俄罗斯 – 俄羅斯科學院
- 圣马力诺 – International Academy of Sciences San Marino（英语：International Academy of Sciences San Marino）
- 塞尔维亚 – 塞爾維亞科學與藝術學院
- 新加坡 – Singapore National Academy of Science（英语：Singapore National Academy of Science）
- 斯洛伐克 – Slovak Academy of Sciences（英语：Slovak Academy of Sciences）
- 斯洛文尼亚 – 斯洛維尼亞科學與藝術學院
- 南非 - Academy of Science of South Africa（英语：Academy of Science of South Africa）
- 大韩民国 – 大韩民国学术院
- 苏联 – Soviet Academy of Sciences（英语：Soviet Academy of Sciences）
- 西班牙 – 西班牙科學院
- 斯里蘭卡 – National Academy of Sciences of Sri Lanka（英语：National Academy of Sciences of Sri Lanka）
- 瑞典 – 瑞典皇家科学院
- 瑞士 – Swiss Academies of Arts and Sciences（英语：Swiss Academies of Arts and Sciences）
- 中華民國 – 中央研究院
- 泰国
  - Royal Institute of Thailand（英语：Royal Institute of Thailand）
  - Thai Academy of Science and Technology
- 土耳其 – Turkish Academy of Sciences（英语：Turkish Academy of Sciences）
- 乌克兰 – 乌克兰国家科学院
- 英国
  - 皇家学会
  - 皇家工程科學院
  - 英国医学科学院
  - 蘇格蘭 – 爱丁堡皇家学会
- 美国
  - 美国国家学院
    - 美国国家科学院
    - 美国国家工程院
    - U.S. National Academy of Medicine formerly the 美国国家医学院
    - National Research Council

  - 美国文理科学院
  - State-specific
    - 加利福尼亚州 – 加利福尼亚州科学院
    - 伊利诺伊州 – Illinois State Academy of Science [4]
    - 密西西比州 – Mississippi Academy of Sciences
    - 密蘇里州 – Academy of Science, St. Louis（英语：Academy of Science, St. Louis）
    - 纽约州 – 紐約科學院
    - 德克萨斯州 – Texas Academy of Sciences
    - 威斯康辛州 – Wisconsin Academy of Sciences, Arts, & Letters [5]
- 梵蒂冈 – 宗座科學院
- 约旦 and the 穆斯林世界 – Islamic World Academy of Sciences (IAS)（英语：Islamic World Academy of Sciences (IAS)）
- 发展中国家 – 世界科学院
- 东南亚国家联盟 – ASEAN Academy of Engineering and Technology
- 學術院 – World Academy of Art and Science（英语：World Academy of Art and Science）

## 參看
- 國家學院